# Pelturagonia spiniceps
Pelturagonia spiniceps — вид ігуаноподібних ящірок родини агамових (Agamidae). Ендемік Малайзії.

## Поширення і екологія
Pelturagonia spiniceps мешкають в горах на північному заході Калімантану, в штаті Сабах, зокрема на горі Муруд та в національних парках Пулонг-Тау і Гунунг-Мулу. Вони живуть у вологих гірських тропічних лісах, що ростуть серед пісковикових і сланцевих скель. Зустрічаються на висоті від 1200 до 1800 м над рівнем моря. Відкладають яйця.